# Comuna Salcia, Taraclia
Comuna Salcia este o comună din raionul Taraclia, Republica Moldova. Este formată din satele Salcia (sat-reședință) și Orehovca.

## Demografie
Conform datelor recensământului din 2014, comuna are o populație de 293 de locuitori. La recensământul din 2004 erau 441 de locuitori.

## Administrație și politică
Componența Consiliului comunal Salcia (9 consilieri), ales la 19 mai 2024, este următoarea:
|  | Partid                                       | Consilieri | Componență | Componență | Componență | Componență | Componență | Componență |
|  | -------------------------------------------- | ---------- | ---------- | ---------- | ---------- | ---------- | ---------- | ---------- |
|  | Partidul „Șansă”                             | 6          |            |            |            |            |            |            |
|  | Partidul „Renaștere”                         | 2          |            |            |            |            |            |            |
|  | Partidul Socialiștilor din Republica Moldova | 1          |            |            |            |            |            |            |